# María Auxiliadora Correa Zamora
María Auxiliadora Correa Zamora (* 24. Mai 1972 in Badajoz) ist eine spanische Politikerin der Partido Popular.
1996 erwarb Correa Zamora den Bachelor in Rechtswissenschaften an der Universität Extremadura, daraufhin war sie als Expertin für die Verhütung von Risiken am Arbeitsplatz tätig, unter anderem auch für die Universität Barcelona. Bei der PP gehörte sie dem Lokalpräsidium in Puebla de la Calzada sowie dem Exekutivausschuss und dem Präsidium in der Provinz Badajoz an. Von 1995 bis 2012 war sie Mitglied des Stadtrats von Puebla de la Calzada, von 2000 bis 2004 sowie von 2007 bis 2008 war sie Senatorin. Im Januar 2012 rückte sie für den ausgeschiedenen Abgeordneten Íñigo Méndez de Vigo in das Europäische Parlament nach. Ferner ist sie aktives Mitglied des Landfrauenverbands von Badajoz.